# Asconema setubalense
Asconema setubalense är en svampdjursart som beskrevs av Kent 1870. Asconema setubalense ingår i släktet Asconema och familjen Rossellidae. Inga underarter finns listade i Catalogue of Life.